# Chinesische Hanfpalme
Die Chinesische Hanfpalme (Trachycarpus fortunei), in den Alpenländern umgangssprachlich auch als Tessinerpalme bezeichnet und verkauft, wobei sich diese auf die dortige Verbreitung als Neophyt bezieht, gehört zur Unterfamilie Coryphoideae in der Familie der Palmengewächse (Arecaceae).
In der Schweiz gehört die Hanfpalme, die dort ursprünglich als Zierpflanze kultiviert wurde, zu den invasiven Pflanzen, da sie einheimische Gehölze bedrängt. Sie wird dort daher in der Liste der gebietsfremden invasiven Pflanzen der Schweiz geführt und wurde zum 1. März 2024 in den Anhang 2.2 der Freisetzungsverordnung aufgenommen. Dadurch ist ihr Verkauf ab September 2024 verboten.

## Geschichte
Die nach dem englischen Forschungsreisenden Robert Fortune (1812–1880) benannte Chinesische Hanfpalme wurde erstmals 1712 vom deutschen Arzt und Japanreisenden Engelbert Kämpfer unter der japanischen Bezeichnung „Shuro“ erwähnt. Der schwedische Arzt Carl Peter Thunberg beschrieb 1784 die Chamaerops excelsa; unter diesem Namen wurde die heutige Hanfpalme bis 1861 geführt, als Hermann Wendland sie in die neu aufgestellte Gattung Trachycarpus stellte. 1830 kamen die ersten Hanfpalmen aus Japan (Dejima) durch den deutschen Arzt und Naturforscher Philipp Franz von Siebold als Samen nach Europa, und 1850 wurde die Palme noch unter dem Namen Chamaerops excelsa von Carl Friedrich Philipp von Martius ausführlich beschrieben. Bis 1931 trug sie den Namen Trachycarpus excelsa, seitdem lautet der korrekte botanische Name Trachycarpus fortunei, nachdem nachgewiesen worden war, dass Thunberg unter Chamaerops excelsa zwei Rhapisarten beschrieben hatte. Das Basionym Chamaerops fortunei hatte William Jackson Hooker 1860 in Botanical Magazine; or, Flower-Garden Displayed ... Band 86 Tafel 5221 veröffentlicht. Hermann Wendland hatte die Art 1861 als Trachycarpus fortunei (Hook.) Wendl. in Bulletin de la Société Botanique de France Band 8 Seite 429 in die Gattung Trachycarpus gestellt.

## Beschreibung

### Habitus

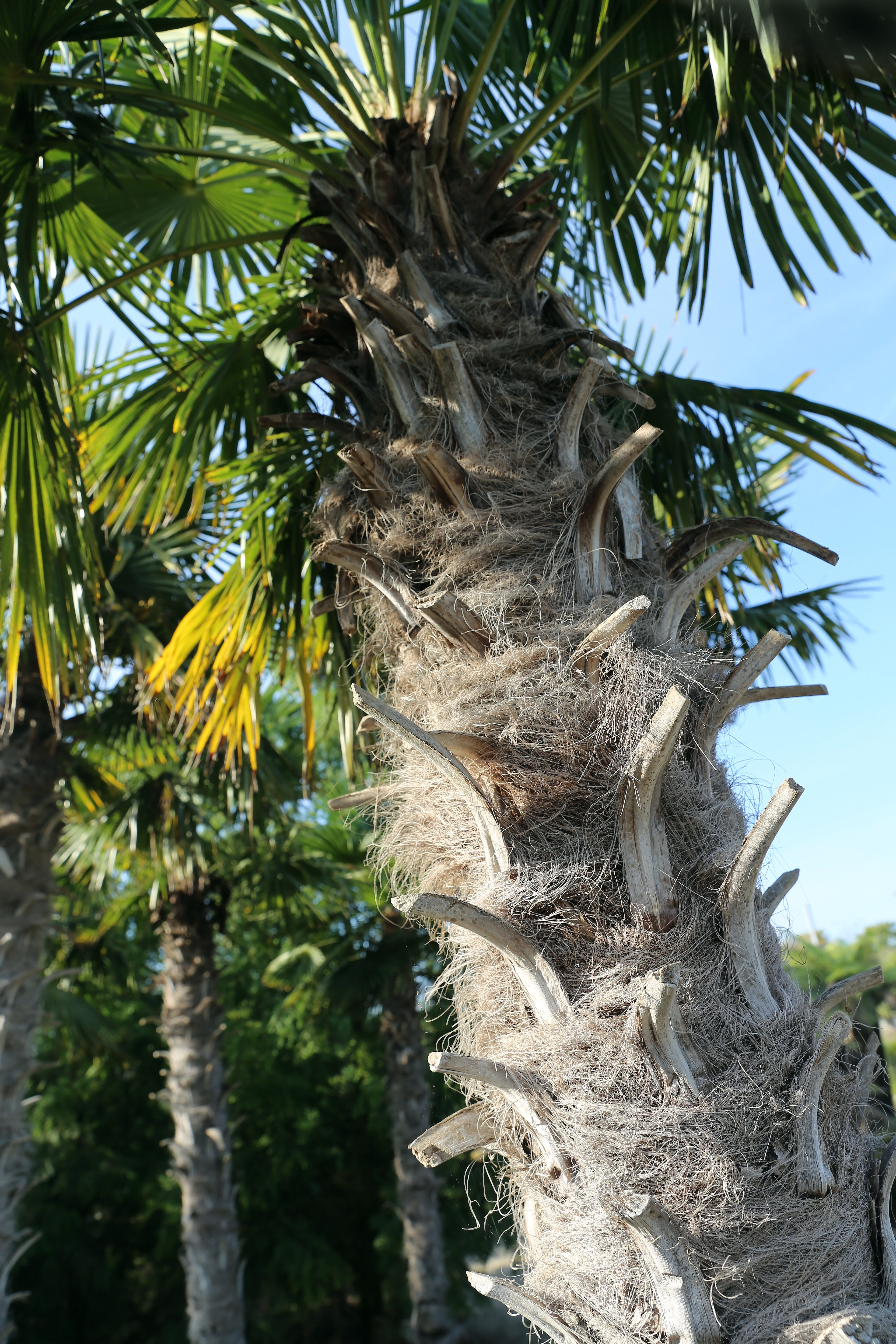
Stamm mit Fasern

Trachycarpus fortunei ist eine mittelhohe Fächerpalme, die im Alter eine maximale Wuchshöhe von 12 bis 15 m erreicht. Der Stamm ist in der Jugend vollständig und später nur im oberen Teil dicht mit braunen Fasern bedeckt. Diese Fasern sind die Reste der Blattscheiden und der nach oben gerichtete Blattgrundreste. Die Blattbasen und Fasern bleiben sehr lange, manchmal fast das gesamte Pflanzenleben lang am Stamm haften, der bei erwachsenen Hanfpalmen einem Umfang von 70 bis 110 cm haben kann. Bei älteren Hanfpalmen ist aber oft zu beobachten, dass sich von der Stammbasis her die Blattbasen vom Stamm ablösen, sodass im Alter der untere Teil des Stammes häufig nackt ist. Es gibt auch Hanfpalmen, bei denen sich die Blattbasen schon frühzeitiger ablösen.
Der Stamm ist aufrecht und erreicht eine Höhe von 10 m oder auch mehr. Ab einer Stammhöhe von etwa 1 Meter erscheinen im Frühjahr entweder männliche oder weibliche Blütenstände. Der zylindrische Holzkörper hat einen Durchmesser von 15 bis 20 cm, ist aber vollständig von der Basis bis zur Stammspitze mit permanent anhaftenden Blattbasen besetzt, und zusammen mit dem dichten Geflecht aus ausgefransten Fasern beträgt der Stammdurchmesser 25 bis 35 cm.
Trachycarpus fortunei wird heute als Zierpflanze in vielen Gärten in Europa kultiviert und ist damit die am häufigsten ausgepflanzte Palme in Europa. Ihre Beliebtheit verdankt sie wohl dem Umstand, dass sie sich von allen hier getesteten Palmen als eine der robustesten Arten herausgestellt hat. Die Blattkrone kann aus 50 (und mehr) grünen Fächern bestehen. Nach und nach werden aber die ältesten Wedel im Laufe der Zeit von den Spitzen her gelb und vertrocknen. Die meisten Gärtner entfernen dann diese ältesten Wedel. Wenn diese eigentlich nun überflüssigen Blätter nicht der Schere des Gärtners zum Opfer fallen, verbleiben sie meist das ganze Palmenleben lang am Stamm, wobei die Blätter eine spiralförmig angeordnete Krone ausbilden. Daher nimmt die Krone der Trachycarpus fortunei ohne gärtnerische Eingriffe eine längliche Form an, oder besser gesagt, sie erscheint oben kugelförmig und verjüngt sich dann nach unten hin immer weiter, wobei sich die Blätter, je älter sie werden, mehr und mehr in Richtung des Stammes neigen.
Die Blattscheide bildet sich zurück zu einem Netz aus Fasern, das dann in ein dichtes Geflecht aus langen, groben, dunkelbraunen, haarigen Fäden übergeht. Aus der Öffnung der Blattscheide entspringt ein langer blättchenförmiger Anhang, der sich in dünne papyrusartige, braune Streifen von 15 bis 50 cm Länge aufteilt, die in großer Anzahl am zentralen Trieb erscheinen, nach unten hängen, und sich dann in hunderte hanfartiger Fäden auffasern. Auf der Rückseite der Blattbasis verbleibt in der Mitte ein dreieckiger verholzter Teil, der nach oben sich verjüngend, in die Petiole (den Blattstiel) übergeht.
Die Petiolen sind 0,5 bis 1,0 m lang, mit mehr oder weniger dreieckigem Querschnitt, die Oberseite ist glatt, die Unterkante ist stark gerundet; Breite etwa 2 cm, von der Basis bis zur Spitze beinahe gleichmäßig breit und sich am Blattansatz kaum vergrößernd, wo sich auf der Oberseite eine beinahe verholzte, halbmondförmige Zunge (Ligula oder auch Hastula) oder ein Kamm mit unregelmäßiger und gezahnter Umrandung befindet, die Petiolen sind an den Seiten scharfkantig und über die gesamte Länge hinweg mit spitzen Dornen oder Zähnen besetzt, die insbesondere zur Basis hin unterschiedlich groß sind, dort vermehrt vorkommen, bisweilen auch warzenförmig aussehen und in entgegengesetzte Richtungen weisen.

### Blätter

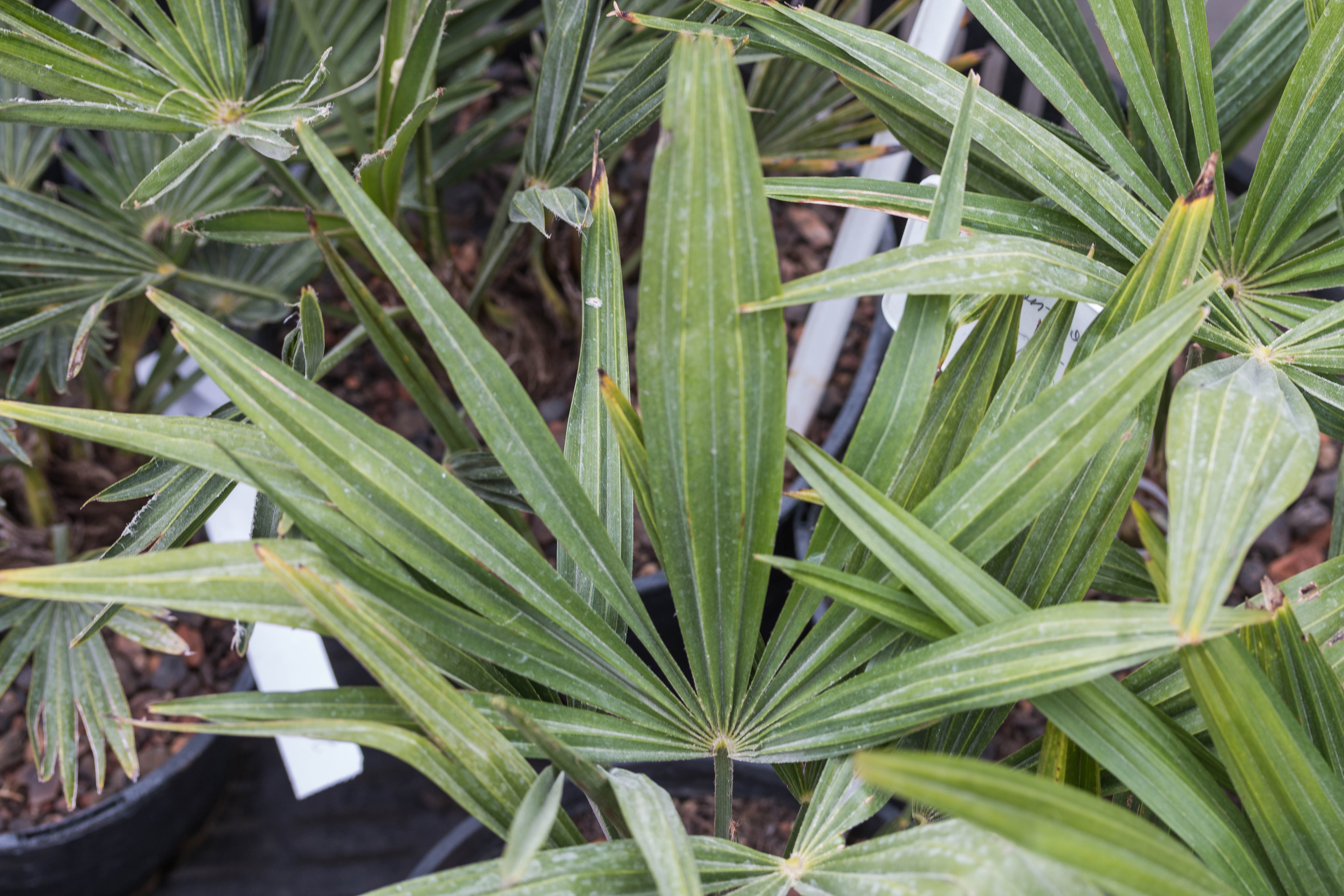
Blatt der Chinesischen Hanfpalme im Detail

Die Krone setzt sich aus bis zu 50 Blattfächern oder mehr zusammen. Die Oberseite ist dunkelgrün und nur schwach glänzend, die Unterseite ist häufig bläulich-weiß bereift, insbesondere bei jungen Blättern. Die Blätter haben 40 bis 50 Segmente, mit einer Länge von 50 bis 90 cm, gemessen von der Hastula bis zur Spitze der mittleren Segmente. Die Blattspreite erreicht dadurch einen Durchmesser von 90 bis 160 cm und
wird durch die Segmente in unregelmäßiger Abfolge tief gespalten, wobei aber alle 2 oder 3 Blattsegmente (manchmal auch 4) ein viel tieferer Einschnitt bis zu einer Tiefe von nur 10 bis 15 cm bis zur Hastula zu sehen ist. Die Segmente sind schwertförmig, ca. 3 cm breit und sich nur zum Ende hin verjüngend, dort etwa 2 bis 4 cm tief eingeschnitten, oder leicht zweigezahnt, mit kurzen divergenten Spitzen. Die seitlichen Segmente sind viel schmaler, viel kürzer und verjüngen sich stärker zur Segmentspitze hin. Alle Blattsegmente haben auf der Unterseite eine kräftige Mittelrippe, die an der Petiolenspitze entspringt, zur Segmentspitze hin aber immer dünner wird. Auf der Blattoberseite entspringen ebenso viele Rippen, die aber nicht so ausgeprägt sind wie auf der Blattunterseite, und die in recht unterschiedlicher Entfernung (10 bis 25 cm) von der Hastula in einer Art Schwiele in der Ausbuchtung zwischen den einzelnen Segmenten enden. Feine aber dennoch erkennbare, engmaschige Sekundärnerven sind im Abstand von ½ mm voneinander auf beiden Blattseiten nahezu gleich gut sichtbar.
Die Trachycarpus fortunei ist eine ziemlich variable Pflanze; einerseits gibt es aufgrund ihres großen geografischen Verbreitungsgebietes zahlreiche lokale Varianten, andererseits zeigt diese Pflanze eine beträchtliche Varianz je nach den Umständen, unter denen sie kultiviert wird. Tatsächlich wird demnach ein und dieselbe Pflanze an einem sonnigen und trockenen Ort einen untersetzten Stamm mit kurzen Petiolen und kürzeren, steifen und festen Blattsegmenten ausbilden. Transportiert man aber dieselbe Pflanze an einen kühlen, schattigen Ort, insbesondere an einen geschützten Ort mit Licht hauptsächlich von oben, wird diese dort schneller wachsen, die Wedel bilden längere Petiolen aus, und die Blattsegmente wurden länger und weicher, sodass sie sich schließlich unter ihrem Eigengewicht nach unten biegen. Diese Variabilität hatte früher zu der Auffassung geführt, dass es zwei eng miteinander verwandte, aber dennoch spezifisch unterscheidbare Arten gäbe, von denen die eine die wahre T. excelsa, und die andere die Trachycarpus fortunei sei. Es war und ist jedoch unmöglich, Merkmale zur Unterscheidung dieser beiden angeblichen Arten zu finden; zudem fand man heraus, dass sich beide „Arten“ aus den Samen ein und derselben Mutterpflanze entwickelten.

### Blütenstände und Blüten

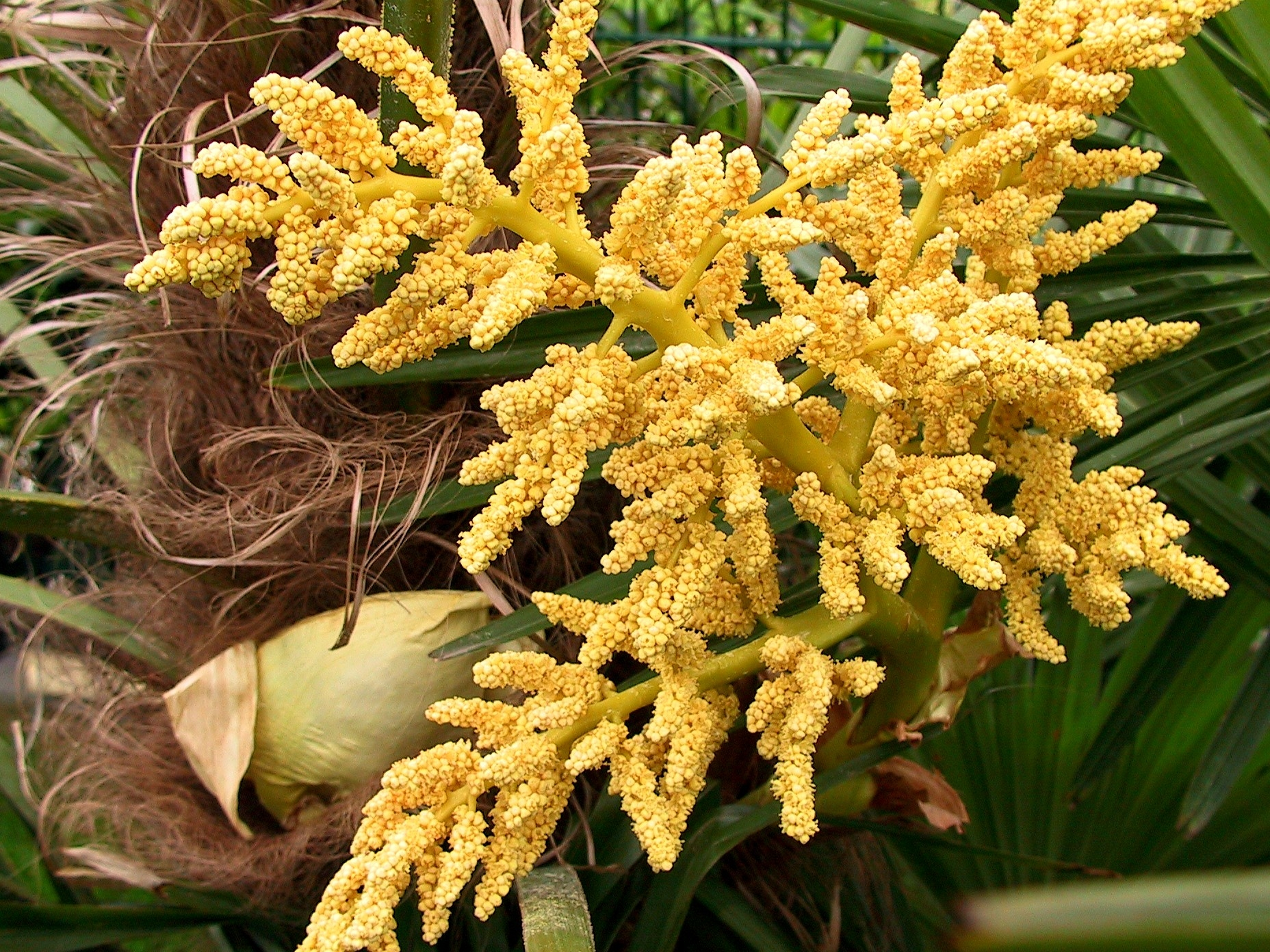
Männlicher Blütenstand

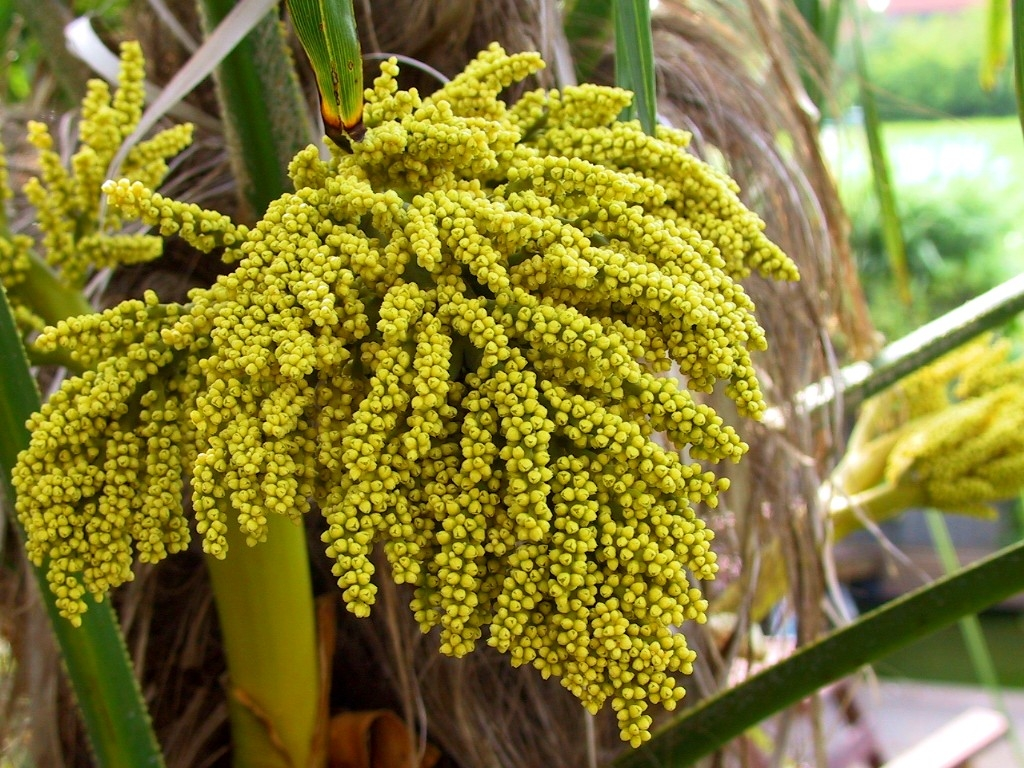
Weiblicher Blütenstand

Diese Palmenart ist zweihäusig getrenntgeschlechtig (diözisch), selten zwittrig.
Die männlichen Blütenstände wachsen zunächst aufrecht, dann deutlich gekrümmt und schließlich nach unten hängend. Sie sind 70 bis 90 cm lang, zur Hälfte aus einem dicken Stiel bestehend, rispenförmig, pyramidenförmig, mit drei bis vier Hauptverzweigungen. Nach der Blüte verwelken sie und trocknen aus, ohne abzufallen, sodass man an intakten Pflanzen häufig die Überreste der Blütenstände vergangener Jahre finden kann. Bei großen und starken Palmen erreicht der Stiel etwa den Umfang eines Handgelenks und ist von drei vollständigen Hüllblättern (Spatha) umgeben.

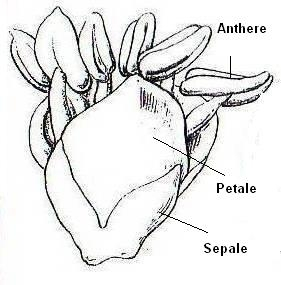
Männliche Blüte von Trachycarpus fortunei, Illustration

Die männlichen Blütenstände sind mit sehr dicht stehenden, auffallend gelb gefärbten Blüten besetzt, die Blütenstaub absondern. Die weiblichen Blütenstände sind hellgrün und weniger dicht mit Blüten besetzt. Früchte entwickeln sich nach der Bestäubung nur an den weiblichen Blütenständen, es sei denn, dass sich neben den männlichen Blüten auch noch zwittrige Blüten an den männlichen Blütenständen befanden.
Die männlichen Blüten verfügen über winzige, kleine, durchsichtige Brakteolen (Deckblätter). Die Blüten sind gelb, fleischig und während der Blüte entfernt kugelförmig-dreieckig, etwa 3 mm groß. Die Sepalen (Kelchblätter) sind unterschiedlich groß, eiförmig, oben spitz zulaufend, an den Rändern durchsichtig und makellos glatt. Die Petalen (Kronblätter) sind breit und eiförmig, doppelt so breit und viel länger als die Sepalen, konkav, stumpf, glatt und von der Mitte ab nach oben hin nicht überlappend, darunter bis zur Blütenbasis an den Rändern überlappend oder verzahnt: 6 gleich große Staubblätter (Stamen), mit freistehenden, fleischigen, beinahe spindelförmigen Staubfäden (Filamenten), die sich kurz unter der Spitze verjüngen und so lang wie die Petalen sind. Die Staubbeutel (Antheren) sind länglich-pfeilförmig, vor der Vollblüte (Anthese) gerade und aufrecht (nicht nach innen gebogen). Sie sitzen mittig an ihrer Unterseite auf den Filamenten. Sie sind biegsam und längsseitig tief eingeschnitten, an beiden Enden abgestumpft und an den Seiten geöffnet. Die Blüte hat drei Fruchtblätter (Karpelle) von leicht konischer Form, die ein wenig gekrümmt und auseinander laufend (divergent) sind. Sie sind haarlos und etwa halb so lang wie die Kronblätter.
Die weiblichen Blütenstände sind den männlichen sehr ähnlich und fleischig. Während der Blüte sind sie gespreizt, später nach dem Reifen der Früchte nach unten gebogen. Die Seitenäste sind gespreizt und beinahe waagerecht. Die weiblichen Blüten sind grünlicher als die männlichen, ansonsten diesen aber sehr ähnlich. Zum Zeitpunkt der Bestäubung ist sie kugelförmig und ca. 2 mm im Durchmesser, glatt und unbehaart.
Der Kelch (Calyx) ist hellgrün und hat breite, eiförmige und ebenfalls fleischige und spitz zulaufende Kelchblätter (Sepale), die an der Basis dicht zusammenstehen und dort auch etwas verdickt sind. Sie sind glatt und außen gerundet mit dünnen Rändern, fast durchsichtig. Die Petalen sind etwa ein Drittel länger als die Sepalen, nahezu kreisförmig, konkav, die Ränder am Blütenboden leicht überlappend, an den Spitzen berühren sich die Blattränder, ohne zu überlappen. Die Sepalen sind an der Spitze meist stumpf und die Ränder sind scharfkantig. Es gibt sechs Staminodien, die kaum oder etwa 1/3 kürzer als die Petalen sind. Die Filamente erscheinen etwas gestaucht, zahnförmig, und tragen sterile, aber gut ausgebildete Staubbeutel (Anthere), die beinahe so breit wie lang, stumpf und pfeilförmig sind, am Blütenboden stark gespreizt. Drei Fruchtblätter, ab dem Blütenboden voneinander getrennt und mit silbrig-wolligen Haaren bedeckt, besonders auf der Rückseite. Die Karpelle gehen abrupt über in einen dicken, konischen Griffel, der auf der Innenseite mit einer oberflächlichen Furche versehen ist. Die Narbe am Ende des Griffels ist papillös (warzig). Die Samenanlagen am Blütenboden sind aufrecht und nach unten gerichtet (anatrop).

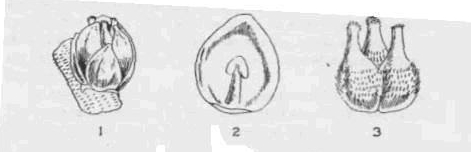
1. weibliche Blüte. 2. Petale und Staminodie. 3. Karpelle (Fruchtblätter mit Ovar), Illustration

Bisweilen tragen männliche Trachycarpus fortunei auch Blütenstände mit zwittrigen Blüten, die sich von den männlichen Blüten nur darin unterscheiden, dass sie ein wenig größer sind, und weniger dicht beisammenstehen. Auch sind die Fruchtblätter besser ausgebildet als in männlichen Blüten und sind in der Mitte ringförmig behaart. Die Fruchtblätter sind in etwa so groß wie die Blütenblätter. Das Erscheinen einiger zwittriger Blüten an männlichen Blütenständen von Trachycarpus fortunei ist nicht wirklich ungewöhnlich, weil alle männlichen Blüten ohnehin recht gut entwickelte Fruchtblätter haben. Bei den zwittrigen Blüten sind diese Fruchtblätter jedoch, genau wie bei den ausschließlich weiblichen Blüten, mit einem Ring aus feinen silbrigen Härchen versehen, der sich etwas unterhalb der Mitte der Karpelle befindet. Dieser Ring fehlt bei den Fruchtblättern ausschließlich männlicher Blüten. Die meisten Fruchtblätter der zwittrigen Blüten sind gleichmäßig gut entwickelt, aber man findet auch welche, bei denen die Samenanlage vorzeitig abgegangen ist, oder solche, die teilweise seitlich offen sind. Bei diesen Fruchtblättern fehlt der haarige Ring, oder man sieht nur deren Überreste in Form einer kleinen warzenförmigen Verdickung. Nicht selten ist eines der drei Fruchtblätter auch nur rudimentär vorhanden. Außerdem wurden auch Fälle bekannt, bei denen sich an einigen Ästen eines Blütenstands männliche und an den anderen Seitenästen weibliche Blüten befanden. Dazu befanden sich auch noch einige zwittrige Blüten (wenn auch offenbar unfruchtbar) zwischen den männlichen Blüten desselben Blütenstandes.
Zwittrige Blüten können auch an weiblichen Blütenständen auftreten, wodurch die weiblichen Blüten bestäubt werden können.

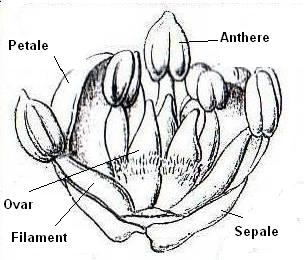
Zwittrige Blüte von Trachycarpus fortunei mit gut entwickelten Fruchtblättern und fertilen Staubblättern, Illustration

### Früchte und Samen

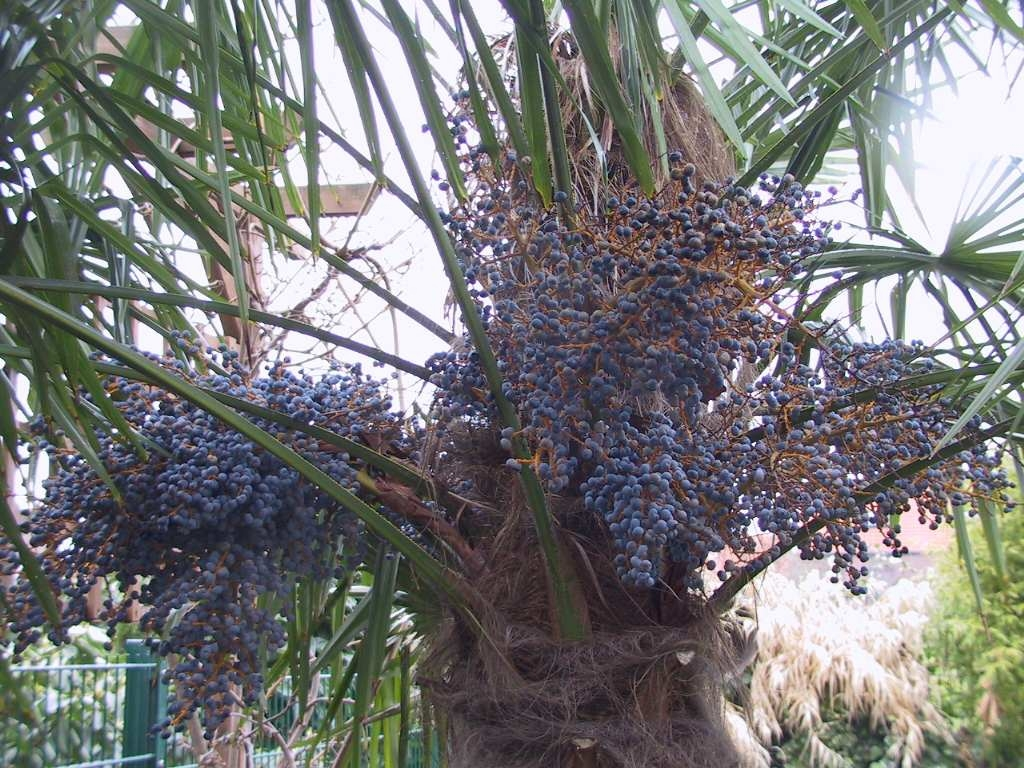
Samenstände mit reifen Früchten

Die reifen Früchte sind blaue, nierenförmige, glatte Beeren. Die Früchte sind zunächst grün, später gelblich, voll ausgereift sind sie jedoch blau-violett gefärbt, in etwa wie eine blaue Weintraube, und ebenso wie diese wachsartig bereift. Die Früchte sind rundlich-nierenförmig auf der Querseite, länger als hoch, 12 bis 13 mm breit, 9 mm hoch und etwa ebenso dick. Die Früchte und Samen sind auf einer Seite nabelförmig eingeschnürt. Das Perikarp ist mit etwa 2/3 mm Dicke ziemlich dünn und das Epikarp (Samenschale) ist dünn wie eine Folie, glänzend, spröde und lässt sich leicht entfernen. Das Mesokarp ist dünn und dunkelviolett, süßlich im Geschmack und fleischig, wenn die Frucht frisch ist. Das Endokarp haftet fest am Samen.
Die Samen sind etwas kleiner als die Frucht, haben aber exakt dieselbe Form. Sie sind etwa 11 mm breit, 7 mm hoch und 7 mm dick und weisen eine tiefe Kerbe an der Nabelseite auf. Der Embryo befindet sich nahezu mittig auf der gegenüberliegenden Seite.
Bei der Bestäubung und der Fruchtentwicklung kann es zu Besonderheiten kommen. Da die Blüte der Trachycarpus fortunei drei Fruchtblätter besitzt, von dem jedes in der Lage ist, einen Samen hervorzubringen, können zuweilen Zwillingsamen oder gar Drillinge entstehen, wobei aber der zweite und vor allem der dritte Samen meist sehr klein bleibt und sich nicht vollständig entwickelt. Außerdem kann es zur Entwicklung von „Pseudofrüchten“ kommen, die das Aussehen eines Kleeblattes haben und hohl sind. Diese Pseudofrüchte können auch entstehen, wenn die Fruchtblätter der Blüten mit inkompatiblen Pollen bestäubt wurden.

### Chromosomenzahl
Die Chromosomenzahl beträgt 2n = 36.

## Verbreitung und Standort
Heimisch ist die Chinesische Hanfpalme vom Himalaya in Nord-Indien bis nach Nord-Thailand und der Volksrepublik China. Die wahre Heimat der Trachycarpus fortunei scheint jedoch in den subtropischen Regionen Zentral- und Ostchinas zu liegen.
Die Chinesische Hanfpalme ist eine der kälteresistenten Arten, trotzdem ist sie auch oft in mediterranen Gärten zu finden. In Europa ist sie im gesamten Mittelmeerraum bis in die milderen Gegenden Mitteleuropas anzutreffen, wie etwa in der Schweiz und Österreich.

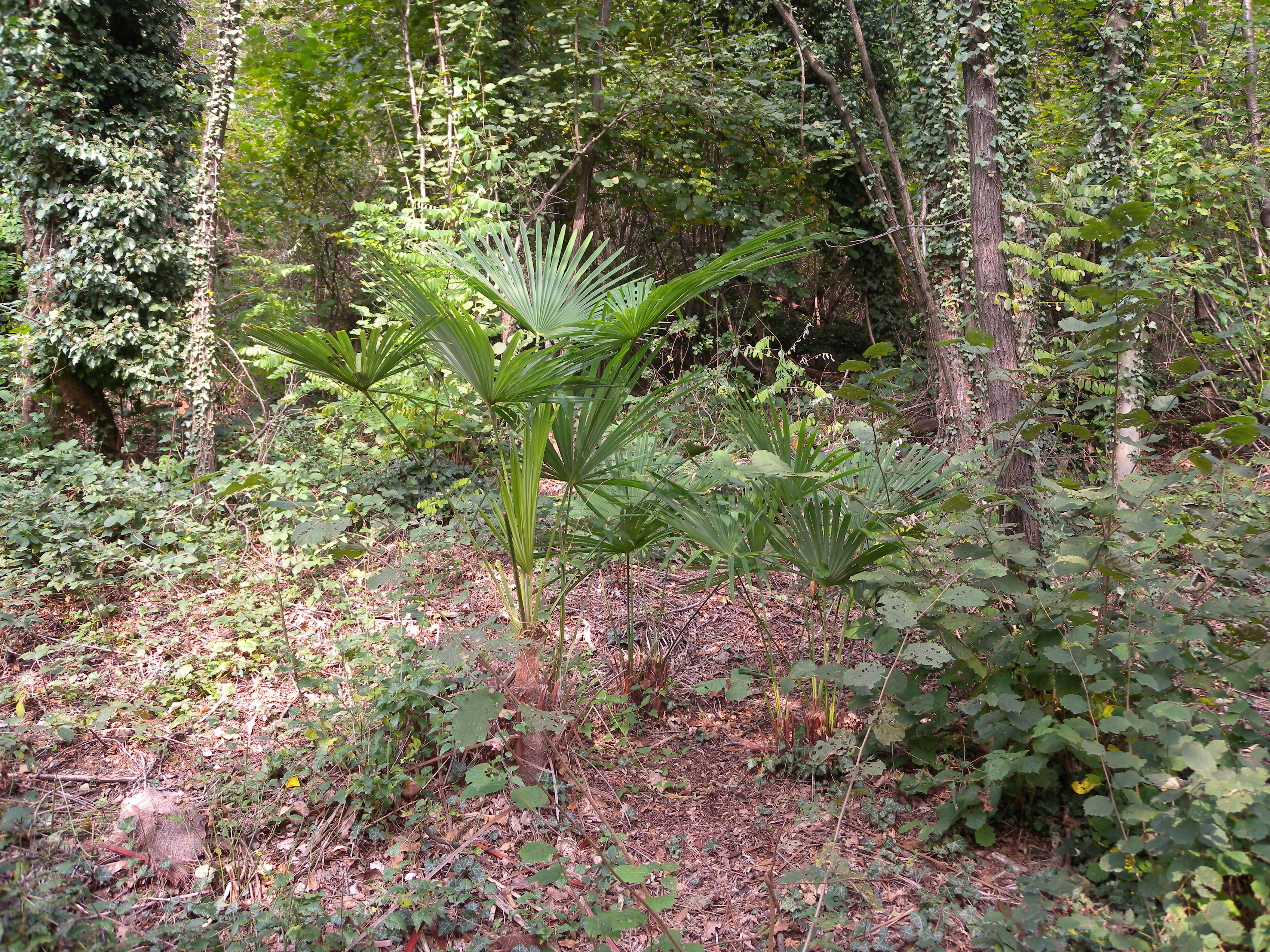
Verwilderte Pflanze im Tessin am Monte Caslano

In der Schweiz wurde die Chinesische Hanfpalme ursprünglich als Zierpflanze angelegt. Inzwischen verwilderte Pflanzen besiedeln dort Waldlichtungen und andere gestörte Waldstandorte. Dabei verursachen Jungbäume eine große Beschattung des Bodens, so dass einheimische Jungpflanzen im Wachstum gehemmt werden. Zudem ist sie für Vögel und Wildbienen als Nahrungsgrundlage wertlos. Auf Grund der Verdrängung der einheimischen Vegetation wurde diese Pflanze in der Schweiz in die Schwarze Liste invasiver Neophyten aufgenommen. Das erste Spontanvorkommen wurde um 1920 bei Gandria am Luganersee dokumentiert. Seit den 1980er-Jahren ist die Pflanze im Tessin etabliert, heute kann sie auch am Nordufer des Genfersees, teilweise auch in der Deutschschweiz festgestellt werden. Im Tessin findet man sie hauptsächlich in Wäldern, an Waldrändern und an schattigen Wegrändern. Dabei wird die Verbreitung oft mit dem Klimawandel in Zusammenhang gebracht. In der Schweiz konnte die Hanfpalme bis zum Verbot 2024 als Zierpflanze gekauft werden, Eigentümer werden dazu angehalten, die Blütenbestände rechtzeitig abzuschneiden um eine Vermehrung zu verhindern, auch müssen abgeschnittene Pflanzenteile professionell kompostiert werden (kein Gartenkompost). Auch in den mildesten Regionen Deutschlands besteht eine Gefahr einer invasiven Ausbreitung. In Österreich wurden verwilderte junge Palmen an sechs Standorten gefunden.
Als Zierpflanze benötigt die Pflanze nördlich der Alpen in kälteren Wintern Schutz. Ohne aktiven Schutz (Umbauung, Heizung) kann es zu starken Blattschäden oder zu Totalverlust kommen. Ursache für das Absterben der Pflanzen sind Unterschreiten einer Mindesttemperatur mit gefolgtem Zerstören des Meristems und/oder Trockenschäden auf Grund von Dauerfrost. Adulte weibliche Pflanzen tragen nach Bestäubung regelmäßig Samen, die im Dezember bis Januar ausreifen und fertil sind.
Eine mit Trachycarpus fortunei eng verwandte Art ist Trachycarpus takil aus dem indischen Himalaya westlich von Nepal (Region Kumaon). Bezüglich der Unterscheidungsmerkmale zwischen diesen beiden Arten wird auf die Beschreibung von Trachycarpus takil verwiesen.

## Formen und Variationen
Trachycarpus fortunei ‘wagnerianus’ wurde 1915 vom Botaniker Odoardo Beccari als neue Art unter dem Namen Trachycarpus wagnerianus beschrieben, gilt aber heute nicht mehr als eigenständige Art im Genus Trachycarpus, sondern nur noch als Synonym für Trachycarpus fortunei. Da man niemals ein Naturhabitat von dieser Palme gefunden hat, sie problemlos mit Trachycarpus fortunei hybridisiert und sich von letzterer nur durch die kleineren Blätter und geringfügig anders geformten Blüten unterscheidet, wurde diese Sippe unter Trachycarpus fortunei zusammengefasst. Neueste Genanalysen zeigten, dass sich die Sippe „Wagnerianus“ zwar immer von Trachycarpus fortunei unterscheiden lässt, die genetischen Distanzen dabei aber äußerst gering sind.

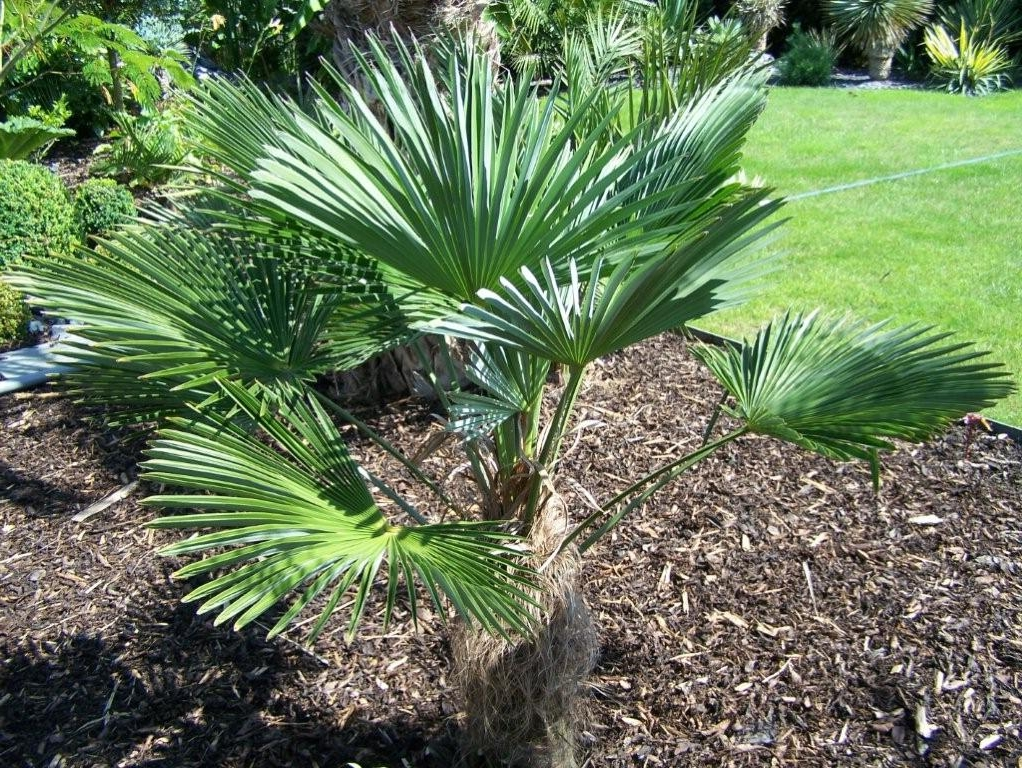
Trachycarpus fortunei ‘Wagnerianus’

Die „Trachycarpus wagnerianus“ wurde ursprünglich von Albert Wagner, einem Gartenbauer aus Leipzig nach Europa gebracht.
Die „Wagnerianus“ ist eine nicht so hoch wachsende gärtnerische Zuchtform von Trachycarpus fortunei. Der Stamm ist zylindrisch und säulenförmig, und mit einem ebenso dichten Netzwerk von Fasern bedeckt, wie bei Trachycarpus fortunei. Die Blätter sind halbkreisförmig oder auch bis fast ¾ kreisförmig, aber wesentlich kleiner als bei Trachycarpus fortunei. Die Blätter sind fast gleichmäßig dunkelgrün auf beiden Blattseiten und tief aber unregelmäßig in ca. 40, sehr steife Segmente eingeteilt. Die Blattsegmente sind 40 bis 45 cm lang und jeweils etwa 15 bis 20 mm breit (selten größer). An den Spitzen sind sie Segmente leicht zweigeteilt oder zweigezahnt. Die Blattstiele (Petiolen) sind an den Rändern leicht gezahnt an der Basis und den Enden, während der mittlere Teil der Petiolen kaum spürbare Zähne aufweist. Auf ihrer Oberseite sind sie leicht konvex. Die Blütenstände sind denen der Trachycarpus fortunei sehr ähnlich, jedoch sind sie robuster und fester. Die männlichen Blütenstände haben glatte Verzweigungen, die weniger dicht mit Blüten besetzt sind als bei Trachycarpus fortunei. Die „Wagnerianus“ ist ebenso frosthart wie die Trachycarpus fortunei und stellt in der Kultur dieselben Ansprüche.

## Nutzung
Trachycarpus fortunei ist die am häufigsten kultivierte Art der insgesamt acht offiziell (nach Kew Gardens) anerkannten Hanfpalmen-Arten. Früher war sie eine wichtige Nutzpflanze, denn die zähen Fasern wurden zu Matten, Seilen, Bürsten und sogar Regenumhängen verarbeitet. Auch das dauerhafte, gegen Nässe widerstandsfähige Stammholz wird sehr geschätzt.

## Pflege in Mitteleuropa

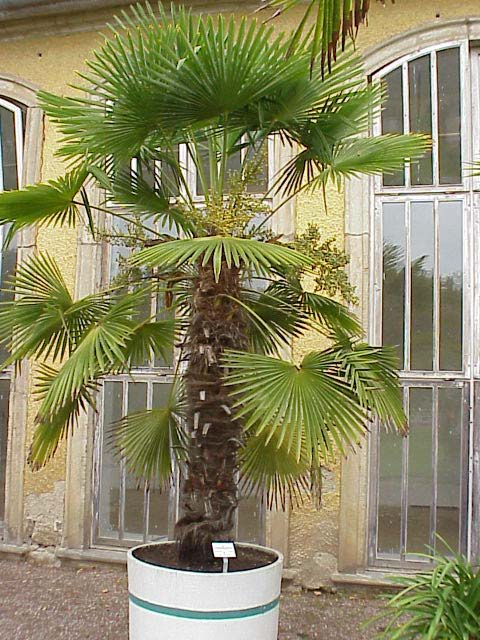
Trachycarpus fortunei als Kübelpflanze

Die Hanfpalme kann gut eingepflanzt oder als Kübelpflanze im Garten stehen. Dabei sollte ein durchlässiges und leicht saures Substrat verwendet werden. Ältere Exemplare vertragen auch reine Gartenerde. Die Hanfpalme mag gern Sonne; im Halbschatten wächst sie langsamer. Durch ausgiebiges Bewässern im Sommer lässt sich das Wachstum anregen, sodass 15 cm Stammzuwachs oder mehr pro Jahr auch in unseren Breiten möglich sind. Fruchtende weibliche Hanfpalmen wachsen aber langsamer als männliche Exemplare. Falls es draußen sehr kalt wird (< -10 °C) und gleichzeitig mit Wind zu rechnen ist, sollte die Pflanze entweder vor Wind geschützt werden (damit die Blätter nicht abknicken) oder zum Überwintern in einen möglichst hellen, kühlen Raum gestellt werden (unter 5 °C kann es auch dunkler sein); während der Winterruhe sollte das Substrat niemals austrocknen. Im Freiland überwinterte Palmen sind sehr frosttolerant, und anders als viele andere frosttolerante Palmen ist die Hanfpalme zudem auch noch sehr nässetolerant, da sie aus ihrem Naturhabitaten viel Niederschlag gewöhnt ist. Längerer Dauerfrost, auch wenn die Temperaturen tagsüber positiv sein mögen, mit tiefem Bodenfrost, der die Wurzeln an der Wasseraufnahme hindert, ist weit gefährlicher als kurzzeitige sehr kalte Wettereinflüsse. Häufiges Problem ist nicht die Schädigung der Pflanze, vielmehr vertrocknet sie, da kein Wasser aus dem gefrorenen Boden mehr aufgenommen werden kann, was für immergrüne Pflanzen wichtig ist, da sie auch im Winter Wasser verdunsten. Ab etwa -10 °C sollten unbedingt Schutzmaßnahmen getroffen werden. Auspflanzversuche sind in Gegenden, die der Winterhärtezone 7b und 8a zuzurechnen sind, in den letzten Jahren geglückt. Zumindest in Winterhärtezone 7b sollte jedoch bei tieferen Temperaturen ein Nässe- oder Winterschutz angebracht werden.
In der Schweiz, wo die Pflanze als invasiver Neophyt gilt, werden Eigentümer dazu angehalten, einer möglichen Spontanverbreitung Einhalt zu gebieten (Abschneiden der Blütenstände, fachgerechtes Kompostieren), siehe auch #Verbreitung und Standort.

## Schädling
Paysandisia archon, Palmenmotte